# Procontarinia matteiana
Procontarinia matteiana är en tvåvingeart som beskrevs av Jean-Jacques Kieffer och Cecconi 1906. Procontarinia matteiana ingår i släktet Procontarinia och familjen gallmyggor. Inga underarter finns listade i Catalogue of Life.